# Francisco Javier Delgado y Venegas
Francisco Javier Delgado y Venegas (Villanueva del Ariscal, 18 de dezembro de 1714 - Madrid, 10 de dezembro de 1781) foi um cardeal do século XVIII.

## Nascimento
Nasceu em Villanueva del Ariscal em 18 de dezembro de 1714, priorado nullius de San Marcos de León, Espanha. De uma família muito distinta. Filho de Juan Delgado de Luna e Catalina de Torres y Venegas. Seu nome do meio também está listado como Xavier.

## Educação
Ainda muito jovem foi enviado para Sevilha para estudar. Inicialmente, estudou humanidades; depois, frequentou o Colegio Mayor Santo Tomás, Universidade de Sevilha (filosofia e teologia); mais tarde, estudou no Colegio Mayor de San Ildefonso, Universidade de Alcalá, onde obteve o doutoramento em utroque iure, tanto em direito canónico como em direito civil, em 1734.

## Sacerdócio
Ordenado (nenhuma informação encontrada). Cónego Magistrado do Capítulo da Sé de Badajoz; e mais tarde, reitor do capítulo da catedral de Córdoba, cargos que conquistou por oposição. Fez pesquisas em paleologia enquanto ajudava o Padre Enrique Flórez na obra monumental España Sagrada. Apresentado à Sé das Canárias pelo Rei Carlos III de Espanha em 14 de abril de 1761.

## Episcopado
Eleito bispo das Canárias em 25 de maio de 1761. Consagrado em 26 de julho de 1761, catedral de Córdoba, por Martín Barcia Carrascal, bispo de Córdoba, coadjuvado por Domingo Pérez Rivera, bispo titular de Gadara, auxiliar de Sevilha, e por Lucas Ramírez Galán, OFM, bispo titular de Tanis, auxiliar de Cartagena. Apresentado pelo Rei Carlos III para a Sé de Sigüenza. Transferido pelo Papa para a Sé de Sigüenza, 19 de dezembro de 1768; tomou posse em 11 de março de 1769, pelo procurador Antonio Carrillo de Mendoza; entrou na sé no dia 19 de agosto seguinte, na aldeia de Atienza; a entrada solene ocorreu em 24 de setembro. Promovida à sé metropolitana de Sevilha, em 20 de maio de 1776. Recebeu o pálio em 20 de maio de 1776. Doado pelo rei Carlos III ao patriarcado das Índias Ocidentais, mantendo a arquidiocese de Sevilha, 6 de agosto, 1777; promovido pelo papa em 30 de março de 1778. Vigário militar da Espanha de 26 de agosto de 1777 até 11 de julho de 1781.

## Cardinalato
Criado cardeal sacerdote no consistório de 1º de junho de 1778; o barrete vermelho foi-lhe enviado por escrito papal de 4 de agosto de 1778, com Monsenhor Girolamo Fabri Ganganelli, capaz apostólico; ele nunca foi a Roma para receber o chapéu vermelho e o título.

## Morte
Morreu em Madrid em 10 de dezembro de 1781. Sepultado provisoriamente em nicho ao lado do Evangelho da capela-mor do convento agostiniano recoleto de Nossa Senhora de Copacabana (ou Copacacana), Madrid, enquanto se construía um mausoléu na catedral metropolitana daquela cidade. Quando as tropas francesas invadiram Madrid em 1808, antes que pudesse ser transferido para Sevilha, os restos mortais do cardeal foram retirados do seu túmulo e jogados no chão da igreja, misturando-se com muitos outros restos mortais que também haviam sido dispersos.